# Plataforma editorial
Plataforma Editorial es una editorial española fundada en octubre de 2007 por Jordi Nadal Hernández. Sus libros abordan temas de actualidad relacionados con educación, salud y medicina, desarrollo personal y empresa. En 2012 se creó el sello Plataforma Neo, destinado al público juvenil y en 2015 se creó Patio Editorial, destinado al público infantil.  
En Plataforma Editorial 2019 incorporó Alfabeto, un sello independiente de no ficción que incluye literatura clásica. 
Cuenta entre sus autores con superventas como el neuropsicólogo Alvaro Bilbao, el psiquiatra Mario Alonso Puig o el coach Víctor Küppers.